# L'uomo con i pugni di ferro
L'uomo con i pugni di ferro (The Man with the Iron Fists) è un film del 2012 diretto da RZA, al suo debutto da regista, con Russell Crowe e Lucy Liu.

## Trama
Nella Cina feudale un fabbro afroamericano, Taddeus Blacksmith, liberatosi dalla schiavitù e dopo aver ucciso un uomo, durante il viaggio di fuga su una nave naufraga in Cina, dove viene salvato ed istruito da dei monaci buddisti. Una volta pronto ad affrontare la vita fuori dal monastero, produce armi per il suo villaggio, Jungle Village, sognando una nuova vita con una concubina, Lady Silk. Gli eventi di quel villaggio però lo costringeranno a difendere sé stesso e l'intero villaggio da un incombente pericolo. Il governatore chiede a Gold Lion, capo del clan dei Lions, di proteggere un carico d'oro per i suoi guerrieri a Nord. Gold Lion accetta l'incarico, ma durante una disputa con il clan Hyena Gold Lion viene tradito e ucciso dai suoi luogotenenti tramite un loro alleato: Poison Dagger, un esperto di veleni.
Silver Lion diventa così il nuovo capo dei Lions e, per far capire a tutti la potenza del loro clan, decide di attaccare il clan dei Wolf. Taddeus deve pertanto forgiare delle armi su richieste sia dei Wolf che dei Lion; la battaglia però la vincono i Lion che sono più determinati dei Wolf e anche grazie alle loro nuove armi. Intanto a Jungle Village giunge un uomo inglese, Jack Knife, che entra in un bordello del villaggio, proprietà della bella ma letale Madame Blossom e delle sue concubine. Proprio in quel momento Jack salva una delle donne da un energumeno, Crazy Hyppo, che finisce sventrato dal coltello rotante dello stesso Jack, che decide inoltre di passare del tempo in una delle camere. Intanto Zen Yi alias X-Blade e figlio di Gold Lion viene a sapere della morte del padre e grazie alla fiducia di Iron Lion e Copper Lion, due membri che non sono d'accordo con i metodi di Silver Lion, viene a sapere che questi è l'assassino di suo padre.
A questo punto Zen Yi cavalca insieme al suo fidato amico Chan e ai due Lions, e dopo essere sopravvissuto a uno scontro contro un gruppo di assassini, mandati apposta da Silver Lion per ucciderlo, arriva a Jungle Village. Ma Silver Lion e il suo alleato, Poison Dagger, assoldano una loro vecchia conoscenza, Brass Body, un uomo che può trasformare il suo corpo in ottone contro gli urti. Brass riesce infatti ad uccidere Chan, Iron e Copper Lion e riduce in fin di vita Zen Yi, ma Iron Lion si sacrifica facendo crollare una struttura su di sé e Brass Body rallentando quest'ultimo. Zen viene trovato e curato da Taddeus e Lady Silk nel bordello e lì resterà finché non si sarà ripreso.
Taddeus, in segno di pentimento, decide di forgiare nuovi coltelli per Zen. Intanto nel villaggio arriva il carico d'oro del governatore, protetto dai Killer Gemini. Ma i Lions, decisi a prendersi l'oro attaccano la scorta. I Killer Gemini combattono strenuamente finche interviene anche Poison Dagger che, usando una cerbottana, avvelena con il mercurio i Gemini permettendo ai Lions di impadronirsi dell'oro. Quando il governatore lo viene a sapere si infuria e ordina ai suoi soldati di recuperarlo con un ordine ben preciso: se fosse mancato anche un solo pezzo d'oro avrebbero dovuto radere al suolo Jungle Village. Anche Jack Knife e Zen Yi si mettono sulle tracce dei Lions per recuperare l'oro. A quel punto Taddeus viene catturato dai Lions e da Brass Body, su richiesta di Silver Lion deve consegnargli Zen Yi e lavorare solo per loro. Il fabbro si rifiuta di divenire lo schiavo personale di un clan caduto in disgrazia e per questo Brass Body gli amputa le braccia e viene lasciato morente, ma Jack Knife lo soccorre. Taddeus, capendo che i Lions tormenteranno sempre Jungle Village, decide di forgiare con l'aiuto di Jack la migliore arma che abbia mai creato: due braccia d'acciaio più forte del metallo stesso che riesce ad animare grazie agli insegnamenti dei monaci che lo avevano salvato; sopraggiunge anche Zen Yi ed insieme organizzano un piano d'attacco contro i Lions. Questi, intanto, si sono rifugiati con l'oro nei sotterranei del bordello di Madame Blossom e dopo che alcuni di loro hanno finito di fare l'amore con alcune delle prostitute, quest'ultime li uccidono rivelando che sono delle guerriere chiamate Vedove Nere; ma Lady Silk, che aveva condiviso la camera con Brass Body, viene fermata da quest'ultimo che la uccide.
Nello stesso tempo il trio, formato da Taddeus, Jack e Zen attaccano i Lions fino a raggiungere le loro nemesi: nei sotterranei Zen e Jack incontrano Silver Lion e Poison Dagger che si rivela essere uno dei ministri del governatore e che in passato aveva quasi ucciso lo stesso Jack; viene quindi scoperto che il furto dell'oro da parte dei Lions è stata opera sua perché mosso da avidità; Taddeus si scontra invece con Brass Body che rivela al fabbro di far parte dell'ormai estinto clan dei Tiger, sterminato da lui stesso. Dopo i rispettivi violenti scontri Poison Dagger, Silver Lion e Brass Body muoiono e all'ultimo momento Jack ferma i soldati del governatore, rivelandosi essere un colonnello e ambasciatore. Il giorno dopo i tre guerrieri si salutano e Taddeus giura di non fabbricare più armi per nessuno, cosicché Jungle Village sarà un posto più sicuro.

## Produzione
Lo sviluppo è iniziato nel 2003 quando RZA produsse la colonna sonora per Kill Bill di Quentin Tarantino. RZA volò a Pechino, dov'erano in corso le riprese del film e passò circa 30 giorni a prendere nota su come Tarantino dirigeva. Nel 2005 RZA viaggiò con Eli Roth dall'Islanda a Los Angeles e, durante il viaggio, gli raccontò la sua idea di girare un film sul kung fu. L'idea fu apprezzata da Roth, ma non ci furono progressi.
In seguito RZA finì di scrivere la storia, ma Roth lo convinse che avrebbe avuto bisogno di una sceneggiatura completa. Nel 2007, dopo che Roth diresse Hostel: Part II, i due iniziarono a lavorare seriamente sul progetto e lo portarono a diversi studi cinematografici. Alla fine, la Strike Entertainment decise che la sceneggiatura aveva bisogno di uno sviluppo e assegnò alcuni dei suoi scrittori a collaborare con RZA per riscriverla. Successivamente Roth tornò a collaborare al progetto, ma non piacendo la riscrittura, in un anno lui ed il regista finirono di riscrivere la sceneggiatura definitiva. Il progetto passò dall'essere lungo 90 pagine fino a 130.
Nel frattempo RZA finanziò e diresse un cortometraggio di arti marziali chiamato Wu-Tang vs. Quando in seguito lui e Roth portarono il loro progetto dai produttori, usarono il cortometraggio per far vedere che RZA era in grado di dirigere un film sulle arti marziali. Il 7 maggio 2010 la Universal Pictures annunciò che avrebbe finanziato e distribuito il film, prodotto da Roth e dalla Strike Entertainment.
Il film è stato girato con un budget di 20 milioni di dollari; le riprese sono iniziate nel gennaio 2011 e sono state effettuate interamente a Shanghai, in Cina.

## Distribuzione
Il primo trailer ufficiale del film esce online il 28 giugno 2012, mentre quello italiano viene diffuso sul web il 12 dicembre.
Il film viene distribuito nelle sale statunitensi il 2 novembre 2012, mentre in quelle italiane dal 9 maggio 2013. Il 22 marzo 2013 viene diffuso dalla Universal Pictures il poster italiano.

## Riconoscimenti
- 2013 - Black Reel Awards
  - Candidatura Miglior canzone (Carry It) a Tom Morello, Travis Barker, RZA e Raekwon
- 2013 - Golden Trailer Awards
  - Candidatura Vello d'oro
  - Candidatura Miglior locandina
- 2013 - Guild of Music Supervisors Awards
  - Candidatura Migliore supervisione musicale per film con un budget inferiore ai 25 milioni di dollari a G. Marq Roswell

## Sequel
Nel 2015 esce il sequel del film, intitolato L'uomo con i pugni di ferro 2.